# Mestia (gemeente)
Mestia (Georgisch: მესტიის მუნიციპალიტეტი, Mestiis moenitsipaliteti) is een gemeente in het noordwesten van Georgië met 9.213 inwoners (2024), gelegen in de regio Samegrelo-Zemo Svaneti. De gemeente heeft een oppervlakte van 3044,5 km² en komt ruwweg overeen met de historische regio Zemo Svanetië (Boven-Svanetië), die voornamelijk bevolkt wordt door Svaneten. De gelijknamige plaats is het bestuurlijke centrum van de gemeente. Mestia is in de 21e eeuw een populaire vakantiebestemming in Georgië, voor zowel de zomer als winter(sport). De rivier Engoeri kent zijn oorsprong in de gemeente. 

## Geschiedenis

Svanetië.

Na het uiteenvallen van het Koninkrijk Georgië in de 15e eeuw braken er gevechten uit om de controle over Svanetië dat zich afsplitste van het Koninkrijk Imeretië. Een deel van Zemo Svanetië (Boven-Svanetië) vormde een onafhankelijk prinsdom onder het Dadesjkeliani-geslacht, een tak van de familie Gelovani, terwijl Kvemo Svanetië (Neder-Svanetië) dat oorspronkelijk geregeerd werd door de prinsen Gelovani, tijdelijk werd toegeëigend door en onderworpen aan het Mingreelse Dadiani-geslacht.
Het hoogstgelegen deel van Zemo Svanetië, rond het dorp Oesjgoeli, was een aparte clan-confederatie, Vrij-Svanetië geheten. Svanetië bleef door de geïsoleerde ligging en de strijdbare reputatie van de Svaneten betrekkelijk vrij van de Ottomaanse en Perzische gevechten om de controle over de losse Georgische koninkrijken. 

### In Russisch Rijk
Toen het Russische Rijk in de 19e eeuw Georgië steeds meer onder direct gezag stelde ontkwam ook Svanetië daar uiteindelijk niet aan, en in 1833 sloot het een protectoraat-verdrag met het Russische Rijk, waarmee het feitelijk werd ingelijfd.
De Svanetische prinsen van het huis Dadesjkeliani verleenden steun aan de Ottomaanse strijdkrachten van Omar Pasja, die in 1855 tijdens de Krimoorlog de Georgische gebieden Abchazië en Mingrelië binnenviel. Rusland besloot toen een einde te maken aan de in hun ogen vijandige autonomie in Svanetië. De Russische strijdkrachten trokken het gebied in en arresteerden prins Konstantine Dadesjkeliani en zijn broer Alexander. Op de dag voor zijn verbanning naar Jerevan kreeg prins Konstantine ruzie met de Russische gouverneur-generaal van het gouvernement Koetais, prins Alexander Gagarin, en doodde hem en drie assistenten. Prins Konstantine werd vervolgens zelf geëxecuteerd.

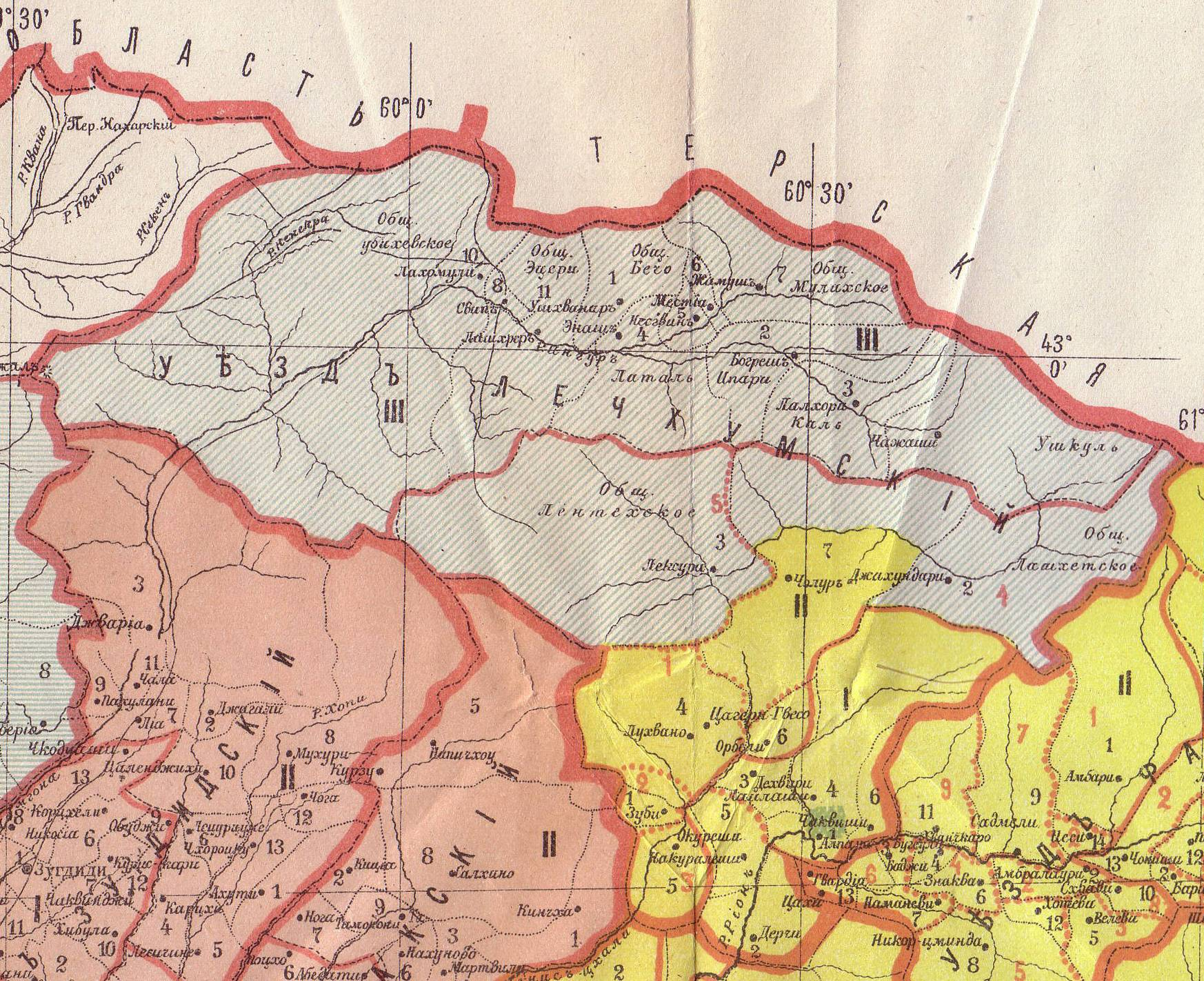
Oetsjastok Svanetië (grijs, III) in het oejezd Letsjchoemi van het gouvernement Koetais.

In 1858 kwam een einde aan de de facto autonomie van Svanetië toen het vorstendom werd afgeschaft en het gebied bestuurlijk werd ingedeeld naar Russische maatstaven. Svanetië was tot het einde van de 19e eeuw een zogeheten pristavstvo (приставство), een speciaal district, toen het werd toegevoegd aan het oejezd Letsjchoemi van het gouvernement Koetais. Het oejezd was onderverdeeld in drie gemeentelijke districten (oetsjastok, Russisch: yча́сток), waar Boven-Svanetië (Mestia) er een van was als het oetsjatsjok Svanetië (Сванетскій участокъ, Svanetskiy oetsjastok).

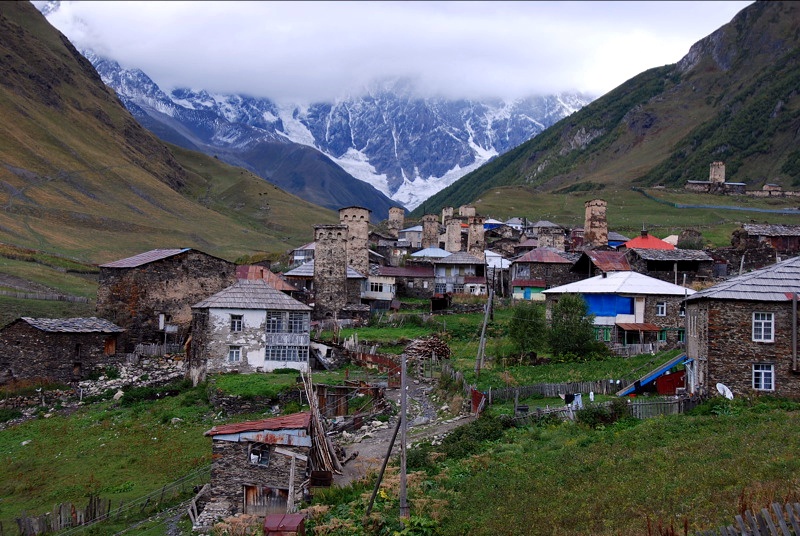
Oesjgoeli was het centrum van 'Vrij-Svanetië'.

In 1875 en 1876 brak verzet uit tegen de Russische overheersing, het afstaan van land en de extra belastingen. Er volgden protesten en Rusland zette troepen in tegen de provincie. Ondanks zware verliezen versloegen de Russische legereenheden uiteindelijk de rebellen in hun bolwerk Chalde.

### Sovjet-periode
Toen het Rode Leger in februari 1921 de Democratische Republiek Georgië binnenviel en het land onder Sovjet gezag had geplaatst, brak in de tweede helft van 1921 een opstand uit in Svanetië, die uiteindelijk in 1924 culmineerde in de Augustusopstand in Georgië. Onder het Sovjet gezag werd de plaats Mestia het bestuurlijk centrum van het district Zemo Svanetië, wat in latere jaren werd omgevormd tot het rajon Mestia en sinds 2006 als een gemeente.

### Onafhankelijk Georgië
Nadat Georgië in 1991 weer onafhankelijk was geworden, kreeg het district te maken met eerst een grote instroom van Georgische vluchtelingen uit Abchazië via de Kodorivallei en daarna de economische crisis die het hele land raakte. Deze crisis leidde tot een sterke krimp van de bevolking. Het gebied kreeg daarnaast een slechte reputatie door banditisme, wetteloosheid en ontvoeringen. Na de Rozenrevolutie van 2003 werd ingezet op het herstellen van gezag en orde in het land. In voorjaar 2004 werd in Svanetië een grote operatie uitgevoerd om de georganiseerde misdaad aan te pakken, en werd het gebied rond Mestia tot een toeristische prioriteit verklaard. De weg naar Mestia werd vernieuwd, er werden wintersportgebieden geopend, het vliegveld van Mestia werd opgeknapt, en de plaats Mestia kreeg een flinke opknapbeurt.

## Geografie

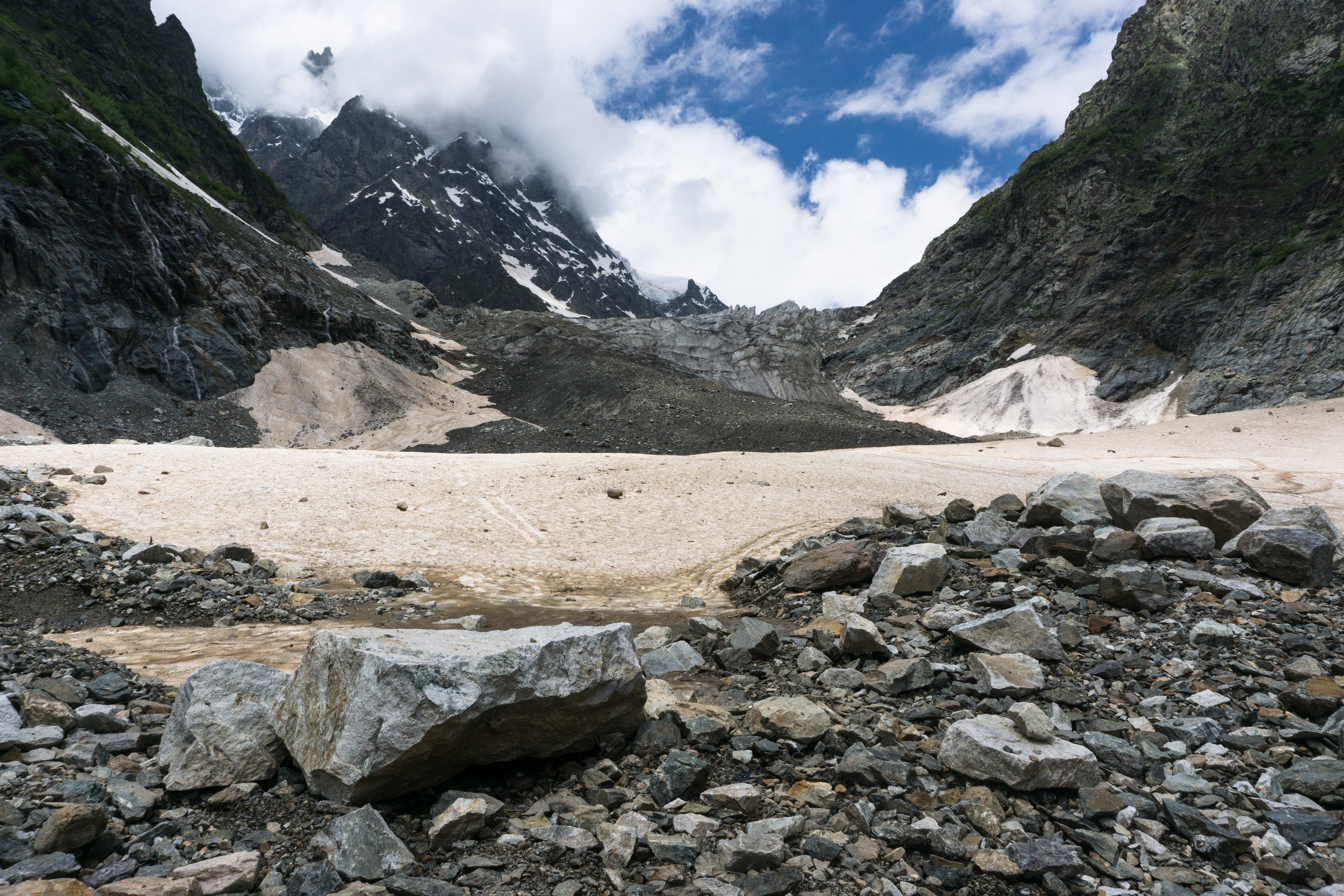
Tsjalaadi gletsjer bij Mestia

Mestia ligt in het westelijke deel van de Grote Kaukasus en wordt begrensd door zowel de bergkam als diverse subgebergtes ervan. De gemeente grenst in het noorden aan Rusland op de bergkam van de Grote Kaukasus. Hier liggen de hoogste bergen van de gemeente, met de 5.203 meter hoge Sjchara als hoogtepunt. Dit is tevens de hoogste berg in Georgië. Andere prominente toppen op of bij de grens met Rusland zijn de Dzjanga (5051 m), de Sjota Roestaveli (4960 m), de Gistola (4860 m), de Tetnoeldi (4858 m), de kenmerkende Oesjba met twee pieken van 4.690 en 4.710 meter boven zeeniveau, de Lalveri (4350 m) en de Latsga (4091 m).
De zuidoostelijke grens van de gemeente met Lentechi wordt door het Svanetigebergte bepaald. In het westen grenst Mestia geheel aan Abchazië terwijl het zuidwestelijke deel aan Tsalendzjicha en Tsjchorotskoe grenst, waar het Svanetigebergte overgaat in het Egrisigebergte. De rivier Engoeri heeft in Mestia de oorsprong aan de voet van de Sjcharagletsjer, tien kilometer ten noordoosten van Oesjgoeli.

## Demografie
Begin 2024 telde de gemeente Mestia 9.213 inwoners. Het aantal inwoners in de hoofdplaats Mestia daalde sinds 2014 met bijna 9%. De bevolking van de gemeente was volgens de volkstelling van 2014 praktisch mono-etnisch Georgisch (99,8%, vooral Svaneten) en bestond behoudens enkele tientallen jehova's (0,5%) vrijwel geheel uit Georgisch-Orthodoxen (98,7%). 
| Gemeente Mestia                                                         | - | - | 11.179 | 16.314 | 16.311 | 17.801 | 17.442 | 14.776 | 14.248 | 9.316 | 9.440 | 9.213 |  |  |
|                                                                         |   |   |        |        |        |        |        |        |        |       |       |       |  |  |
| Mestia                                                                  | - | - | 1.062  | 856    | 897    | 2.878  | 2.998  | 2.785  | 2.575  | 1.973 | 1.863 | 1.721 |  |  |
| Verantwoording data: Bevolkingsstatistiek Georgië 1897 tot heden. Noot: |   |   |        |        |        |        |        |        |        |       |       |       |  |  |

## Administratieve onderverdeling

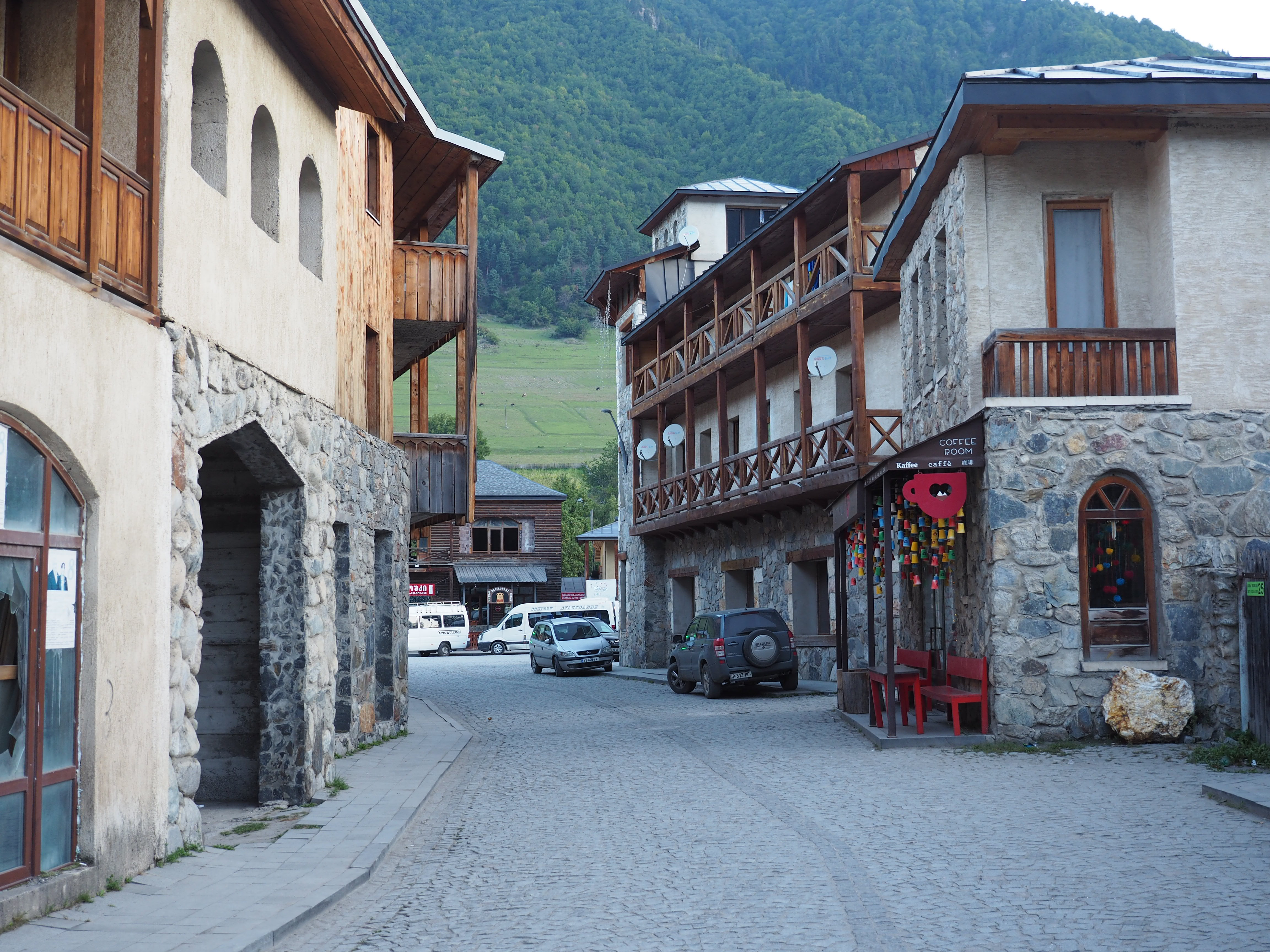
Straat in het centrum van Mestia.

De gemeente Mestia is administratief onderverdeeld in 16 gemeenschappen (თემი, temi), waaronder Oesjgoeli, met in totaal 156 dorpen (სოფელი, sopeli) en één 'nederzetting met stedelijk karakter' (დაბა, daba), het bestuurlijk centrum  Mestia.

## Bestuur
De gemeenteraad van Mestia (Georgisch: საკრებულო, sakreboelo) wordt elke vier jaar gekozen in een gemengd kiesstelsel. Een deel wordt via enkelvoudige kiesdistricten gekozen en een deel via evenredige vertegenwoordiging van gesloten partijlijsten, waarvoor een kiesdrempel geldt van drie procent.
| Samenstelling Sakreboelo (zetels per partij) | Samenstelling Sakreboelo (zetels per partij) | Samenstelling Sakreboelo (zetels per partij) | Samenstelling Sakreboelo (zetels per partij) | Samenstelling Sakreboelo (zetels per partij) |
| Partij                                       | Partij                                       | 2014                                         | 2017                                         | 2021                                         |
| -------------------------------------------- | -------------------------------------------- | -------------------------------------------- | -------------------------------------------- | -------------------------------------------- |
|                                              | Georgische Droom (GD)                        | 23                                           | 23                                           | 22                                           |
|                                              | Verenigde Nationale Beweging (UNM)           | 2                                            | 1                                            | 3                                            |
|                                              | Overige partijen                             | 6                                            | 7                                            | 4                                            |
| Totaal                                       | Totaal                                       | 31                                           | 31                                           | 33                                           |

## Bezienswaardigheden

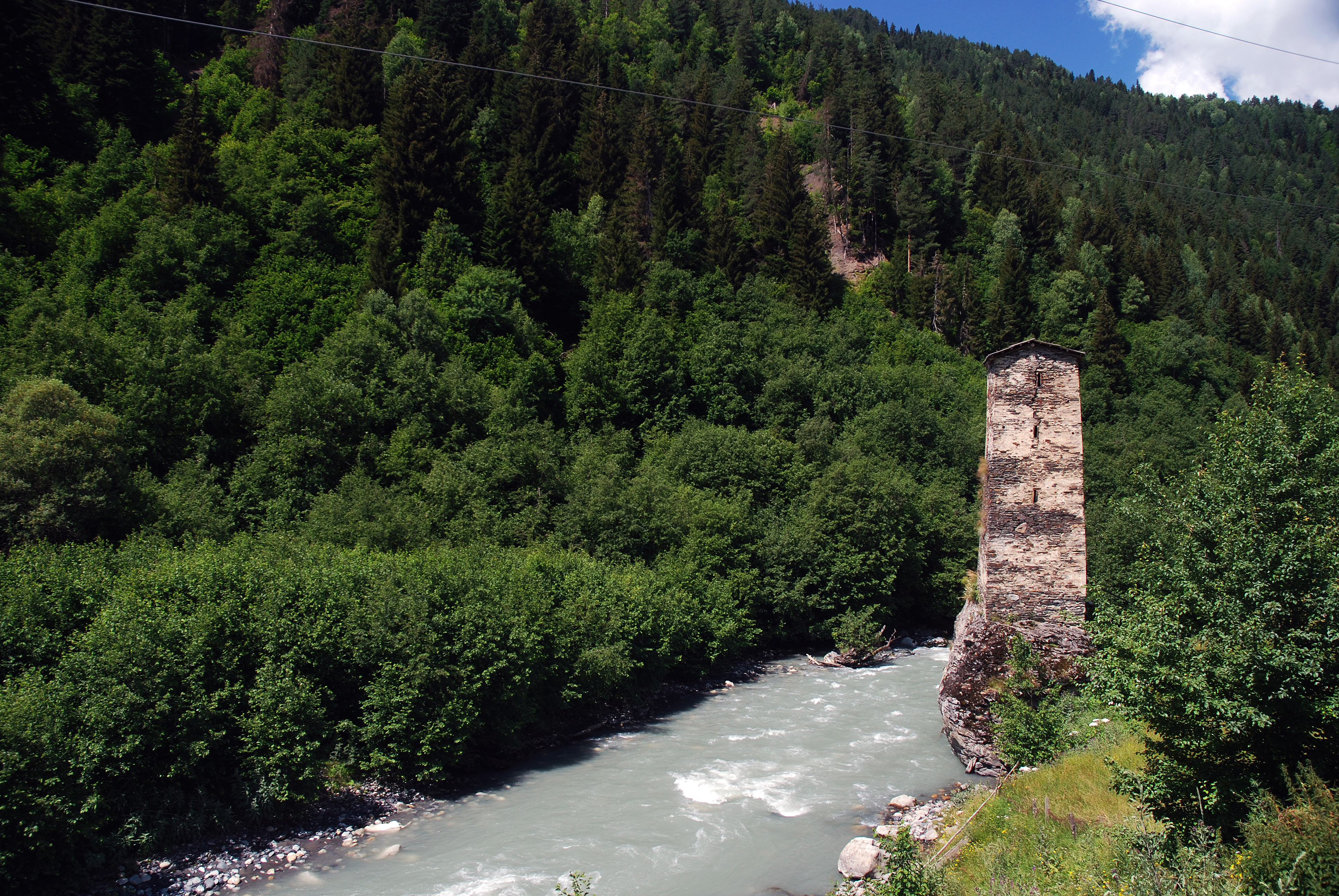
Svan verdedigingstoren aan de Engoeri.

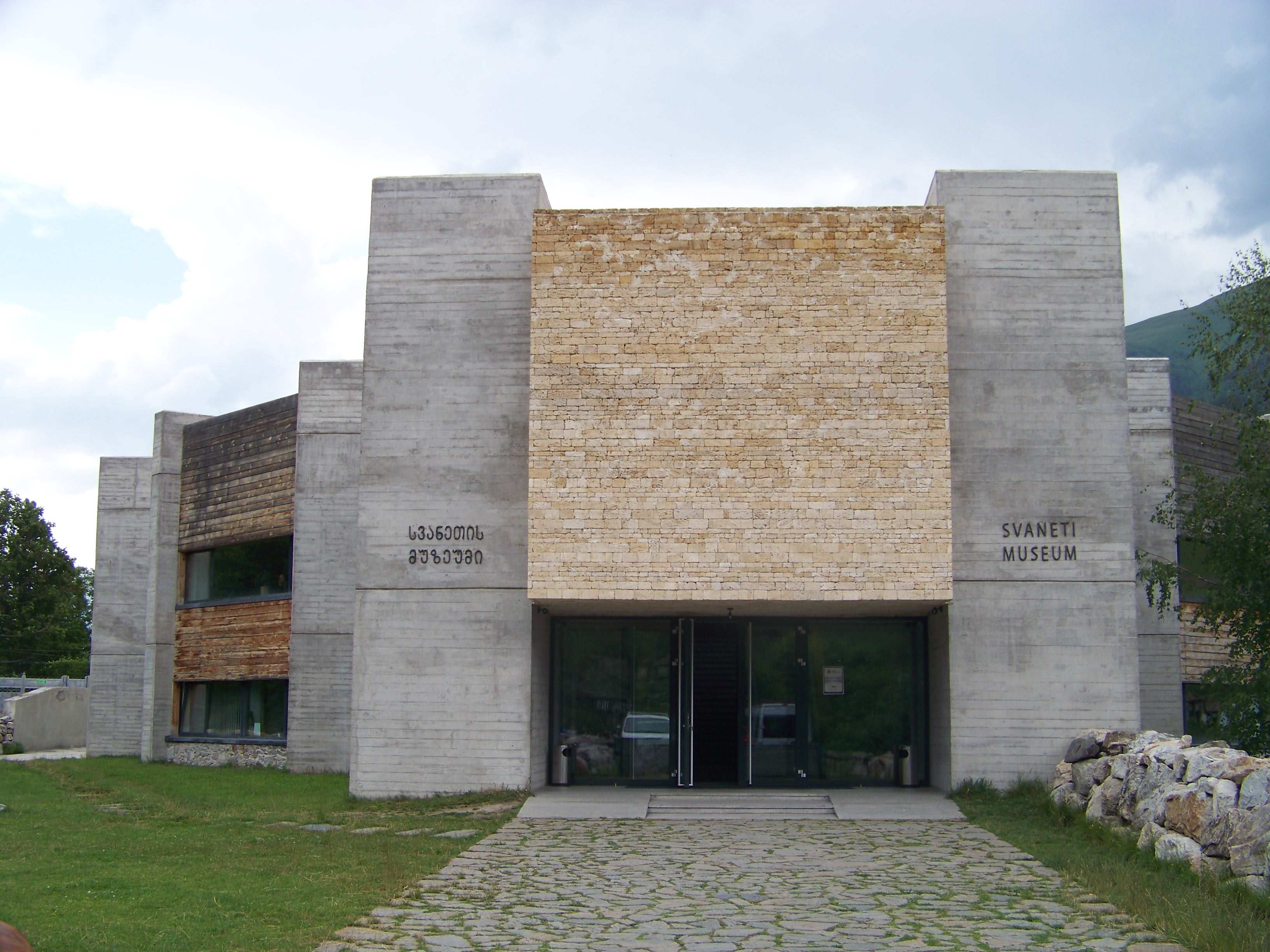
Etnografisch museum in Mestia opende in 2013.

Svanetië, de algemene benaming voor het gebied dat de gemeente Mestia omvat, is een populaire bestemming binnen Georgië, dat vooral berg-, natuurliefhebbers en wintersporters aantrekt. het gebied staat bekend om de zogeheten Svan-torens, torenwoningen die gebouwd zijn als verdedigingswerken. De meesten dateren uit de 9e tot 12e eeuw. Een Svan-toren is ongeveer 20 tot 25 meter hoog en heeft vier à vijf verdiepingen. De begane grond, waarvan de muren tot 1,5 meter breed zijn, heeft meestal geen deuren en geen ramen waarbij de ingang zich op een hoger niveau bevindt. Het bovenste deel van de toren is smaller dan het onderste en de breedte van de muren neemt naar boven toe af. Aan elke kant heeft de toren schietgaten. De Svan-torens maken deel uit van woongebouwen of staan vrijstaand. 
Populaire bestemmingen: 
- Mestia
- Oesjgoeli, een gemeenschap van meerdere dorpen en een van de hoogstgelegen permanent bewoonde dorpen in Europa op 2.100 meter hoogte.
- Hatsvali skigebied
- Tetnoeldi skigebied.
- Svaneti Museum, historisch en etnografisch museum in Mestia.[26]

## Vervoer

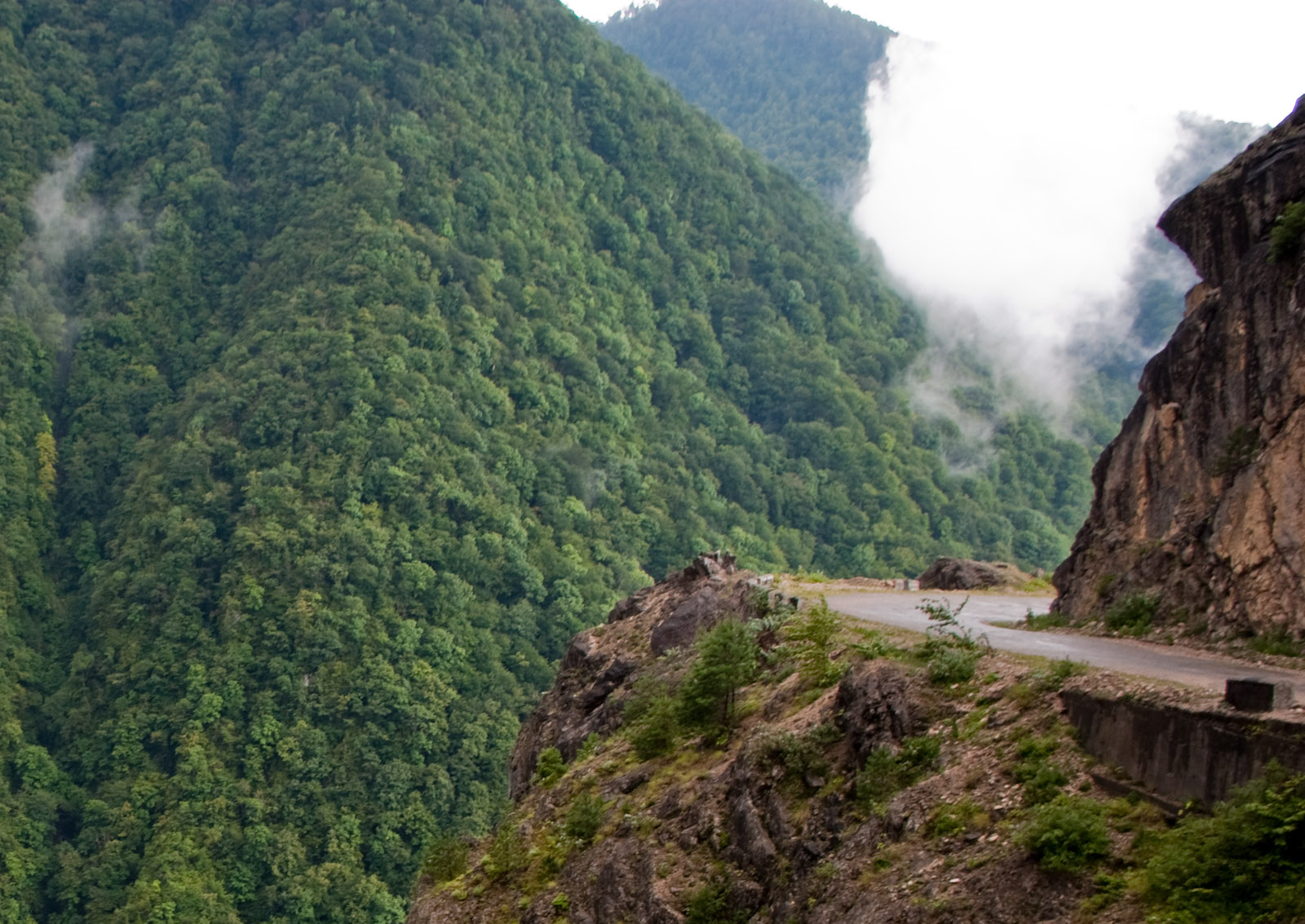
Hoofdweg door Mestia

Mestia kent één nationale weg door de gemeente, de nationale route Sh7 die de gemeente met de rest van Georgië ontsluit. Deze weg volgt vanaf Zoegdidi de Engoeri stroomopwaarts en eindigt via de hoofdplaats Mestia bij Oesjgoeli. Feitelijk continueert de weg daar als Sh15 over de 2.620 meter hoge Zagari-pas naar Lentechi in Ratsja-Letsjchoemi en Kvemo Svaneti. Bij het plaatsje Tobari takt de Sh100 af naar de Kodorivallei in Abchazië, dat Georgië tot 2008 nog controleerde. In 2007 werd deze weg over de 2.630 meter hoge Chida-pas nog feestelijk geopend door de president.
Bij Mestia ligt een regionaal vliegveld waar vandaan naar Tbilisi (Natachtari) gevlogen kan worden.